# Méditation sur le Memento homo
La Méditation sur le Memento homo est un poème de Tristan L'Hermite, publié en 1646 dans l'Office de la Sainte Vierge.

## Présentation

### Texte
Le sujet du poème est tiré du Livre de la Genèse (Gn III,19) : Memento, homo, quia pulvis es, et in pulverem revertis (« Souviens-toi, homme, que tu es poussière, et que tu retourneras à la poussière »). Le poème est composé de vingt-six quintils d'octosyllabes :
Encore l'heure est incertaine

Que tu dois aller devant Dieu,

Si dans sa grâce ou dans sa haine,

Si pour la gloire ou pour la peine,

Il te faut partir de ce lieu.

Avant que le trépas te touche,

Le grand assaut de la douleur

Assoupit ton corps dans la couche,

Te ferme les yeux et la bouche

Et te dérobe la chaleur.

### Publication
La Méditation sur le « Memento Homo » est publiée en 1646 dans l'Office de la Sainte Vierge.

## Postérité

### Éditions nouvelles
En 1909, Adolphe van Bever reprend le début du poème de Tristan dans la collection « Les plus belles pages » pour le Mercure de France. En 1925, Pierre Camo préfère « laisser de côté ses poésies religieuses qui n'ajoutent rien à sa gloire ». En 1960, Amédée Carriat retient des fragments du poème dans son Choix de pages de toute l'œuvre en vers et en prose de Tristan.
Le poème est réédité en 2002 dans le tome III des Œuvres complètes de Tristan L'Hermite.

### Analyse
À la Méditation sur le « Memento homo » de l'Office de la Sainte Vierge répond, selon Amédée Carriat, « comme en écho, deux siècles et demi plus tard, Apollinaire, qui s'est fait lui aussi une raison » :
| Souviens-toi de l'heure dernière Et de l'horreur du monument, Où ta dépouille prisonnière Ne sera plus rien que poussière Et n'aura plus de sentiment. (Méditation sur le « Memento Homo ») | Que lentement passent les heures Comme passe un enterrement Tu pleureras l'heure où tu pleures Qui passera trop vitement Comme passent toutes les heures (« À la Santé », Alcools) |  |

### Œuvres complètes
- Jean-Pierre Chauveau et al., Tristan L'Hermite, Œuvres complètes (tome III) : Poésie II, Paris, Honoré Champion, coll. « Sources classiques » (no 42), 2002, 736 p. (ISBN 978-2-745-30607-4)

### Anthologies
- Pierre Camo (préface et notes), Les Amours et autres poésies choisies, Paris, Garnier Frères, 1925, XXVII-311 p.
- Amédée Carriat (présentation et annotations), Tristan L'Hermite : Choix de pages, Limoges, Éditions Rougerie, 1960, 264 p.
- Adolphe van Bever (notice et appendices), Tristan L'Hermite, Paris, Mercure de France, coll. « Les plus belles pages », 1909, 320 p.

### Ouvrages cités
- Napoléon-Maurice Bernardin, Un Précurseur de Racine : Tristan L'Hermite, sieur du Solier (1601-1655), sa famille, sa vie, ses œuvres, Paris, Alphonse Picard, 1895, XI-632 p.
- Amédée Carriat, Tristan, ou L'éloge d'un poète, Limoges, Éditions Rougerie, 1955, 146 p.